# 布賴爾克利夫馬諾 (紐約州)
布賴爾克利夫馬諾（英語：Briarcliff Manor）是位於美國紐約州西徹斯特縣的村。

## 人口
根據2020年美國人口普查的數據，布賴爾克利夫馬諾的面積為17.70平方千米，當中陸地面積為15.53平方千米，而水域面積為2.17平方千米。當地共有人口7569人，而人口密度為每平方千米428人。